# مطار غراتس
مطار غراتس (بالألمانية: Flughafen Graz) (إياتا: GRZ، إيكاو: LOWG) هو مطار دولي یقع في بلديات فلدكيرخن وكالسدورف ويبعد 5 NM (9.3 كـم؛ 5.8 ميل) من جنوب مدينة غراتس في مقاطعة شتايرمارك النمساوية ويخدم جنوب النمسا. يصنف مطار غراتس كثاني أكبر مطار للركاب في النمسا.

## الوجهات وشركات الطيران

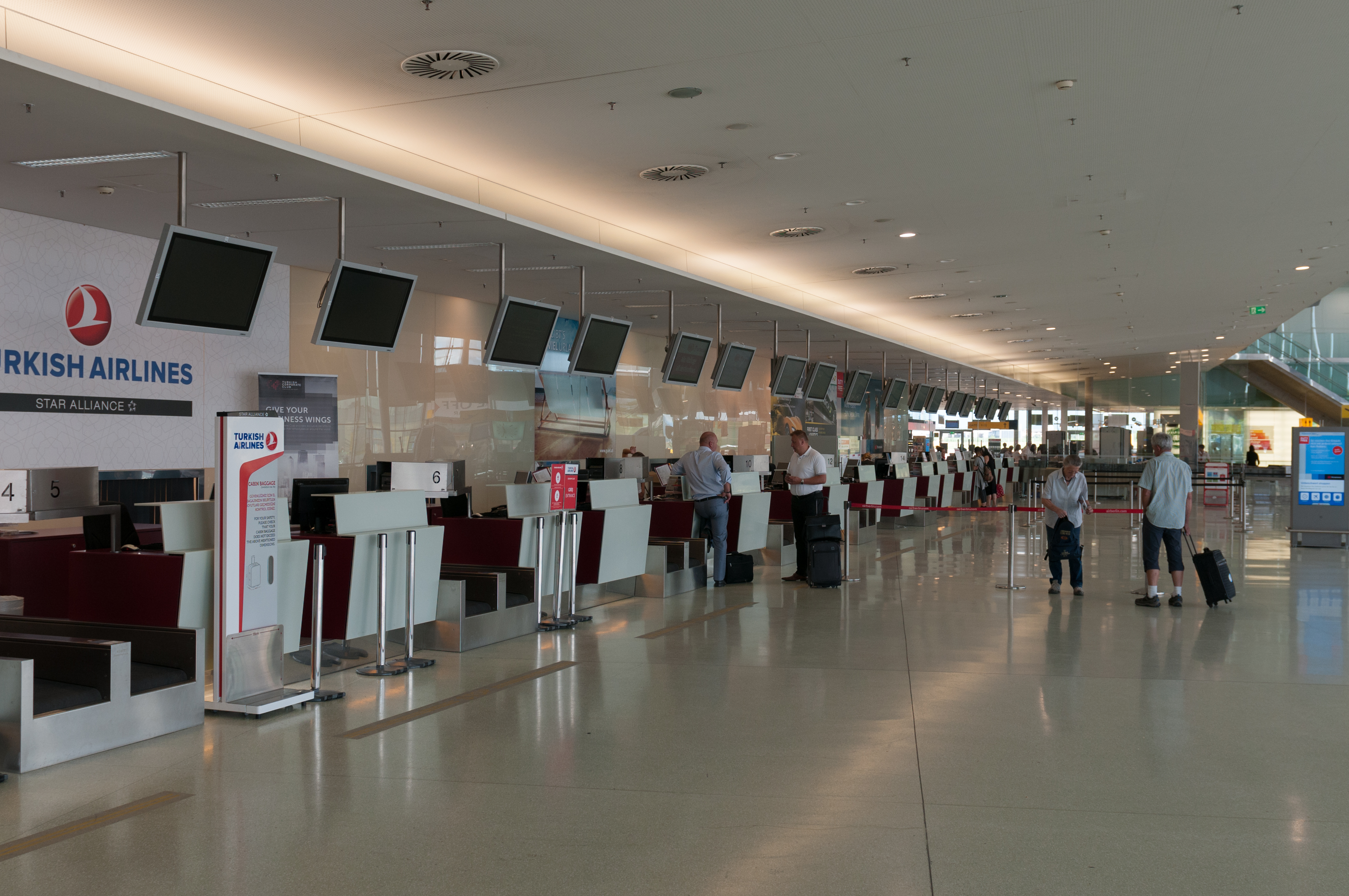
صالة تسجيل الوصول

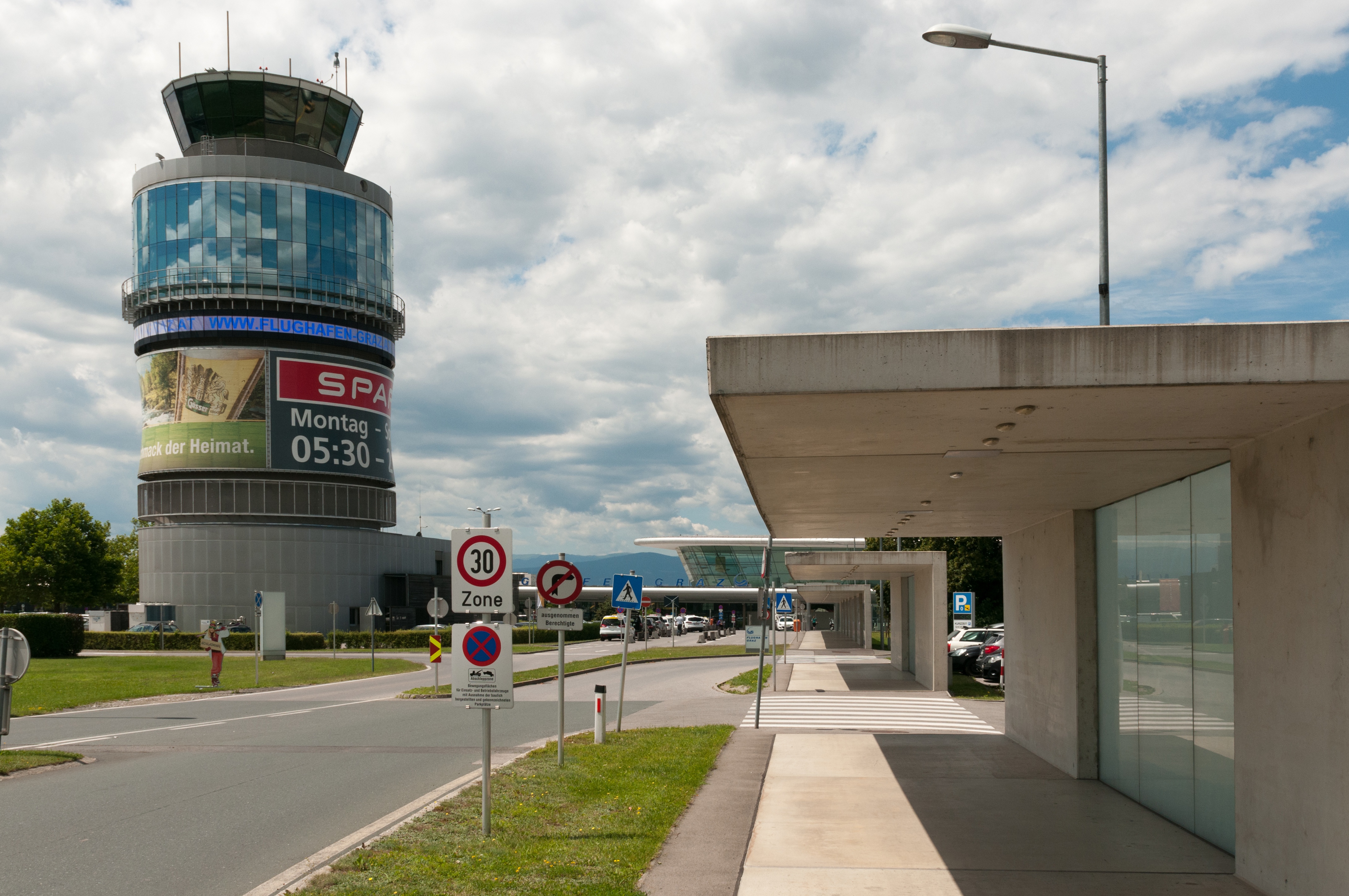
برج المراقبة

تسير عدة شركات طيران رحلات منتظمة وموسمية من وإلى مطار غراتس:
| شركـات طيـران                   | الوجهات |
| ------------------------------- | --- |
| Air Dolomiti                    | مطار فرانكفورت |
| الخطوط الجوية النمساوية         | مطار فيينا الدولي |
| Avanti Air                      | موسمي عارض: Calvi، Kefalonia، Paros، مطار سكياثوس الدولي |
| Corendon Airlines               | موسمي: مطار أنطاليا، Heraklion، مطار الغردقة الدولي |
| الخطوط الجوية الكرواتية         | موسمي عارض: Brač |
| European Air عارض               | موسمي عارض: Heraklion |
| يورو وينجز                      | مطار برلين براندنبرغ، مطار دوسلدورف الدولي، مطار هامبورغ موسمي: مطار خانية الدولي ‏، Corfu، مطار كناريا الكبرى (تبدأ في 29 أكتوبر 2023)، مطار الغردقة الدولي، Karpathos، Kos، مطار لارنكا الدولي، مطار ميورقة، Rhodes، مطار تينيريفي الجنوبي (تبدأ في 3 نوفمبر 2023) |
| فلاي إيجيبت                     | موسمي عارض: مطار الغردقة الدولي |
| الخطوط الجوية الملكية الهولندية | مطار سخيبول أمستردام |
| لوفتهانزا                       | مطار فرانكفورت، مطار ميونخ الدولي |
| الخطوط الجوية الدولية السويسرية | مطار زيورخ الدولي |

## روابط خارجية
- Official website
- Styrian Public Transport Association[وصلة مكسورة], Route planner for public transport on the ground
- حالة الطقس في مطار غراتس.
- تاريخ الحوادث لـ (GRZ) على شبكة سلامة الطيران.